# Sandhausen

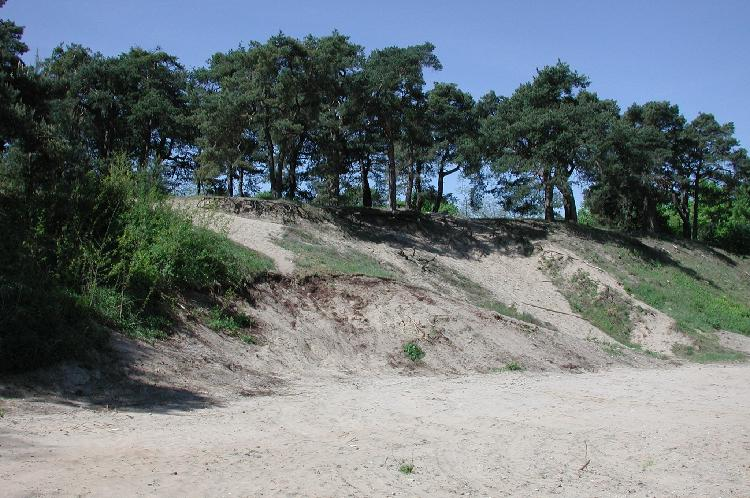
Sandhäuser Dünen

Sandhausen (ⓘ) ist eine Gemeinde im nordwestlichen Baden-Württemberg. Sie gehört zum Rhein-Neckar-Kreis und liegt etwa acht Kilometer südlich von Heidelberg. Sandhausen ist benannt nach den Sandhausener Dünen und bekannt durch den Viertliga-Fußballverein SV Sandhausen, der von 2012 bis 2023 in der 2. Fußball-Bundesliga spielte.

## Geographie

### Lage
Sandhausen gehört zur Metropolregion Rhein-Neckar und liegt in der Oberrheinischen Tiefebene zwischen dem Hardtwald und dem Kraichgau. Der Hardtbach, der Leimbach sowie der Landgraben durchfließen die Gemarkung, die zu 47 Prozent bewaldet ist. Im Süden der Gemeinde befindet sich eine unter Naturschutz stehende Binnendünenlandschaft, die Sandhausener Dünen. Ebenfalls südlich von Sandhausen befindet sich das Naturschutzgebiet Zugmantel-Bandholz.

### Nachbargemeinden
Im Norden grenzt die Gemeinde an den Heidelberger Stadtteil Kirchheim, im Osten an den Leimener Stadtteil St. Ilgen, im Süden an Walldorf, im Südwesten an eine zu Leimen gehörende unbewohnte Exklave und im Westen an die Gemeinde Oftersheim.

### Gemeindegliederung
Zur Gemeinde Sandhausen gehören der Ort Sandhausen, der Weiler Bruchhausen im Nordwesten, das Försterhaus und die Sandhäuser Aussiedlerhöfe. Im Gemeindegebiet liegt die Wüstung Lochheim.

## Geschichte

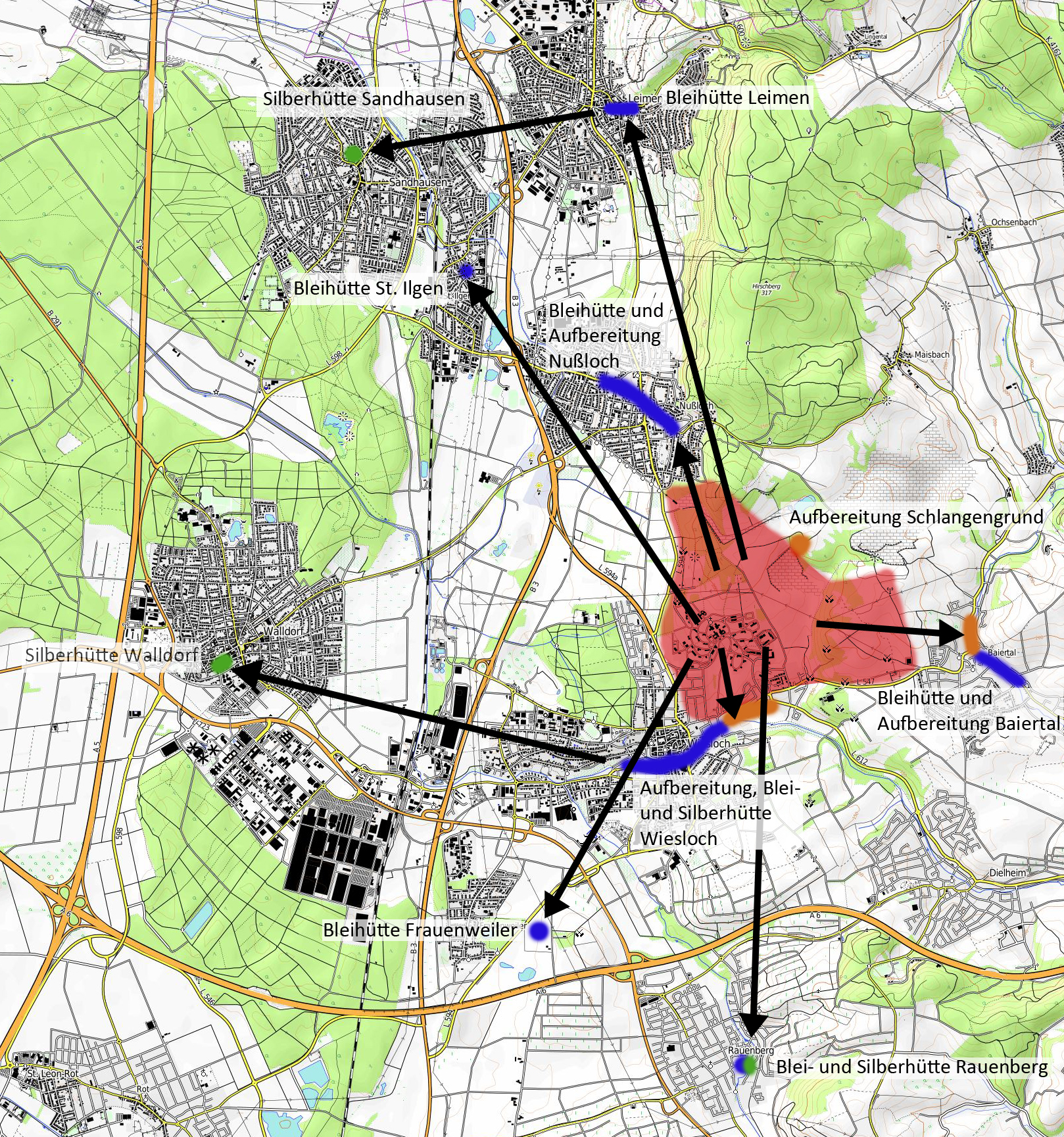
Das System der mittelalterlichen Metallverhüttung rund um Wiesloch

Sandhausen wurde 1262 unter dem Namen „Santhusen“ erstmals urkundlich erwähnt. Der Name kommt von den eiszeitlichen Sanddünen, die an den Ort angrenzen. Östlich des Ortskerns befand sich eine Tiefburg, deren Herren die Edelfreien von Bruch waren. Später wurde die Ortsherrschaft von den Edelfreien von Bruchsal ausgeübt. Otto von Bruchsal übertrug das Lehen 1262 an Pfalzgraf Ludwig.
Sandhausen galt lange Zeit als Gründung des 12. oder 13. Jahrhunderts. Erst eine in den 1990er-Jahren vom Geologen Manfred Löscher mit Hilfe von Schülern des Sandhäuser Gymnasiums durchgeführte Untersuchung des Aushubmaterials von Baugruben brachte frühmittelalterliche Keramik zu Tage. Dadurch gelang nicht nur der Nachweis einer kontinuierlichen Siedlung seit der Mitte des 7. Jahrhunderts, sondern auch, dass der Ort eine Rolle bei der Verarbeitung von in Wiesloch geförderten silberhaltigen Bleierzen gespielt hatte. Zwischen etwa 800 und 950 bestand im Bereich des Gebäudes Heidelberger Straße 1 eine Anlage, bei der in Leimen produziertes Werkblei zu reinem Silber und Bleiglätte weiterverarbeitet wurde. Deren schwermetallhaltige Überreste wurden durch den hier verlaufenden Seebach nach Nordwesten verschwemmt. Gemäß der gemachten Funde war der Ort ab dem Ende des 10. Jahrhunderts von einem Bedeutungsverlust gekennzeichnet, der bis ins 12. Jahrhundert andauerte. Zur Frage des Namens dieser Siedlung brachte Ludwig H. Hildebrandt Hodomaron ins Spiel, der lediglich zweimal (782 und 795 als Hohenmartim) urkundlich erwähnt wird, und der bis dahin eher mit der Burg Hohenhardt in Verbindung gebracht worden war. Teilweise wird vermutet, dass es sich beim nur 1262 genannten Ericheshusen um die Vorläufersiedlung Sandhausens gehandelt habe.
Im Jahre 1351 kaufte die Kurpfalz die Herrschaft über Sandhausen und gliederte den Ort zur Kirchheimer Zent und später an das Oberamt Heidelberg. Während der Mainzer Stiftsfehde 1462, im Dreißigjährigen Krieg und 1689 im Pfälzischen Erbfolgekrieg wurde Sandhausen zerstört. Nach der Französischen Revolution wurde die Kurpfalz im Rahmen der Koalitionskriege besetzt und Sandhausen wurde badisch, was 1803 im Reichsdeputationshauptschluss bestätigt wurde.

### Eingemeindungen
Bruchhausen wurde 1928 nach Sandhausen eingemeindet.

### Einwohnerentwicklung
| Jahr      | 1727 | 1777 | 1818  | 1852  | 1905  | 1939  | 1961  | 1965  | 1970   | 1991   | 1995   | 2005   | 2010   | 2015   | 2020   |
| Einwohner | 293  | 620  | 1.075 | 1.693 | 3.556 | 4.820 | 7.871 | 8.925 | 10.207 | 13.331 | 13.702 | 14.274 | 14.542 | 14.902 | 15.339 |

## Politik

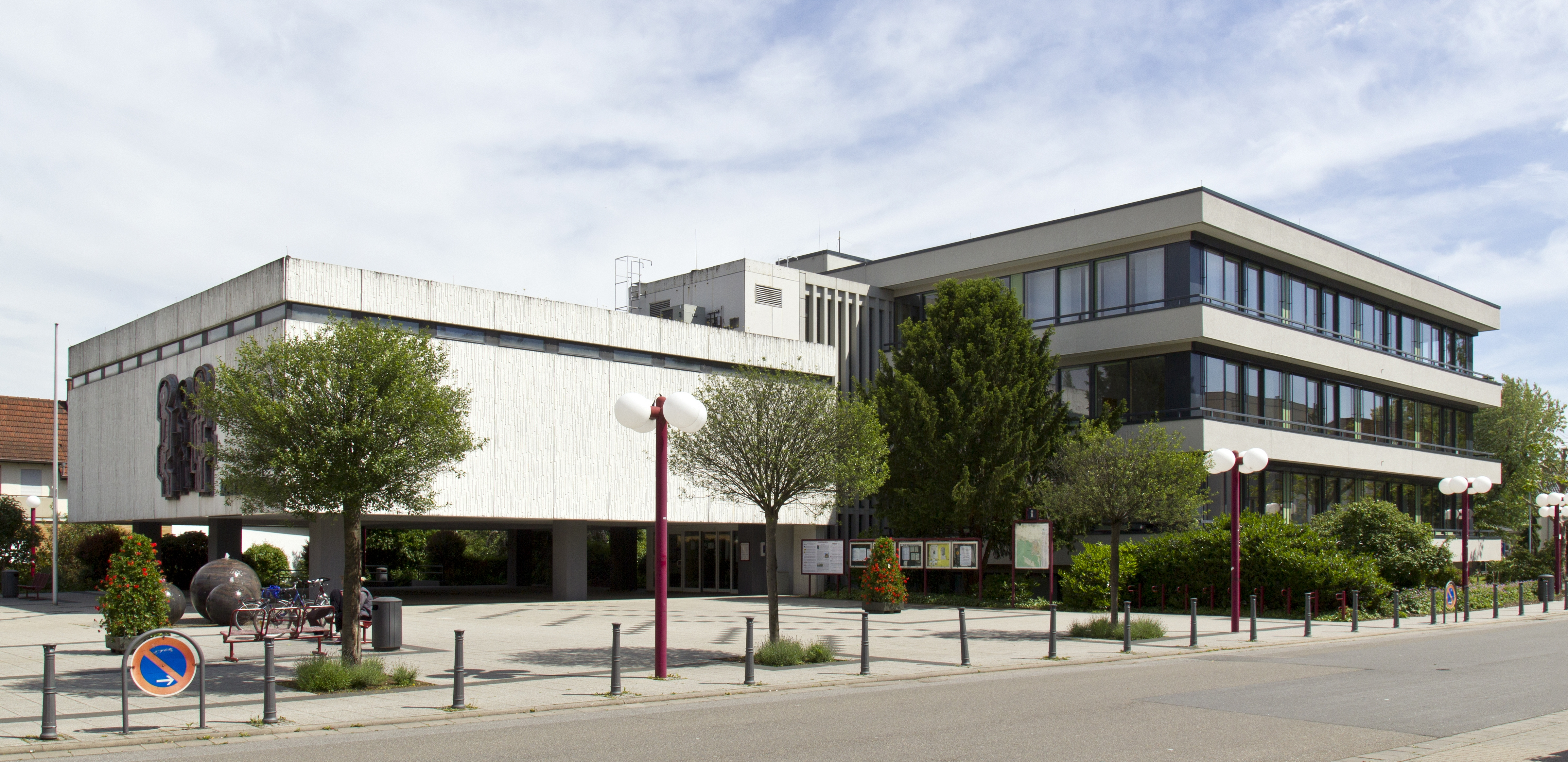
Rathaus

### Gemeinderat
Der Gemeinderat in Sandhausen besteht aus den 22 gewählten ehrenamtlichen Gemeinderäten und dem Bürgermeister als Vorsitzendem. Der Bürgermeister ist im Gemeinderat stimmberechtigt.
Die Kommunalwahl am 9. Juni 2024 führte zu folgendem Ergebnis:
| Parteien und Wählergemeinschaften | Parteien und Wählergemeinschaften           | % 2024  | Sitze 2024 | % 2019 | Sitze 2019 | Kommunalwahl 2024 %50403020100 41,83 % (+6,53 %p)24,52 % (−2,98 %p)18,09 % (+0,59 %p)15,57 % (−4,13 %p) CDUSPDGrüneFDP20192024 |
| CDU                               | Christlich Demokratische Union Deutschlands | 41,83   | 9          | 35,3   | 8          | Kommunalwahl 2024 %50403020100 41,83 % (+6,53 %p)24,52 % (−2,98 %p)18,09 % (+0,59 %p)15,57 % (−4,13 %p) CDUSPDGrüneFDP20192024 |
| SPD                               | Sozialdemokratische Partei Deutschlands     | 24,52   | 6          | 27,5   | 6          | Kommunalwahl 2024 %50403020100 41,83 % (+6,53 %p)24,52 % (−2,98 %p)18,09 % (+0,59 %p)15,57 % (−4,13 %p) CDUSPDGrüneFDP20192024 |
| GAL                               | Grüne Alternative Liste                     | 18,09   | 4          | 17,5   | 4          | Kommunalwahl 2024 %50403020100 41,83 % (+6,53 %p)24,52 % (−2,98 %p)18,09 % (+0,59 %p)15,57 % (−4,13 %p) CDUSPDGrüneFDP20192024 |
| FDP                               | Freie Demokratische Partei                  | 15,57   | 3          | 19,7   | 4          | Kommunalwahl 2024 %50403020100 41,83 % (+6,53 %p)24,52 % (−2,98 %p)18,09 % (+0,59 %p)15,57 % (−4,13 %p) CDUSPDGrüneFDP20192024 |
| gesamt                            | gesamt                                      | 100,0   | 22         | 100,0  | 22         | Kommunalwahl 2024 %50403020100 41,83 % (+6,53 %p)24,52 % (−2,98 %p)18,09 % (+0,59 %p)15,57 % (−4,13 %p) CDUSPDGrüneFDP20192024 |
| Wahlbeteiligung                   | Wahlbeteiligung                             | 65,61 % | 65,61 %    | 63,1 % | 63,1 %     | Kommunalwahl 2024 %50403020100 41,83 % (+6,53 %p)24,52 % (−2,98 %p)18,09 % (+0,59 %p)15,57 % (−4,13 %p) CDUSPDGrüneFDP20192024 |

Jugendgemeinderat
Im Oktober 2023 beschloss der Gemeinderat Sandhausen die Einrichtung eines Jugendgemeinderats. Vorausgegangen war ein Antrag gemäß § 41a der Gemeindeordnung für Baden-Württemberg, der im Juni 2023 von den politisch interessierten Jugendlichen Dominik Kuhlmann und Philip Weiß gestellt und durch die erforderliche Zahl an Unterschriften Jugendlicher unterstützt wurde.
Zunächst hatte der Gemeinderat im September 2023 mit den Stimmen von CDU, FDP und des Bürgermeisters beschlossen, den Antrag zu vertagen. Auf Anregung der Antragsteller überprüfte das Kommunalrechtsamt des Rhein-Neckar-Kreises die Entscheidung und hob den Vertagungsbeschluss auf, da die gesetzlich vorgesehene Dreimonatsfrist zur Befassung mit dem Antrag überschritten worden war.
In der Sitzung im Oktober 2023 wurde der Antrag schließlich mit breiter Mehrheit angenommen – bei einer Gegenstimme aus der CDU-Fraktion, einer Enthaltung aus der CDU-Fraktion und einer weiteren Gegenstimme aus der FDP-Fraktion.
Die erste Wahl des Jugendgemeinderats fand im Juni 2025 statt. Acht Jugendliche vertreten seither die Interessen junger Menschen in einem eigenen Gremium. Die konstituierende Sitzung des Jugendgemeinderats soll im September 2025 stattfinden.

### Bürgermeister
- 1954–1981: Walter Reinhard
- 1981–2005: Erich Bertsch
- 2005–2021: Georg Kletti (CDU)
- seit 2021: Hakan Günes (CDU)

Am 9. Mai 2021 wurde Hakan Günes (CDU) mit 52,9 Prozent der Stimmen zum Bürgermeister gewählt.

### Wappen
Das Wappen von Sandhausen zeigt einen gespaltenen Schild, dessen rechte Hälfte blaue und weiße Rauten aufweist, die an die Herrschaft der Kurfürsten von der Pfalz erinnern. Die linke Hälfte zeigt auf silbernem Hintergrund drei Laubbäume, Symbol für Sandhausen als Hardtgemeinde. Die Flagge ist Weiß-Blau.
Das Wappen geht zurück auf ein Siegel von 1698, das die Gemeinde Sandhausen, wie die Huldigungsliste für Großherzog Karl belegt, bis 1811 verwendete. In einem 1818 gestochenen Siegel waren in schräglinksgeteiltem Schild der badische Schrägbalken und drei Eicheln zu sehen. Ein späteres Siegel zeigte wieder die Wittelsbacher Rauten und anstelle der Eicheln drei Herzen. Das von der Gemeinde im Jahre 1900 angenommene Wappen wurde nach dem Vorbild des Siegels von 1698 durch das badische Generallandesarchiv gestaltet und genehmigt.

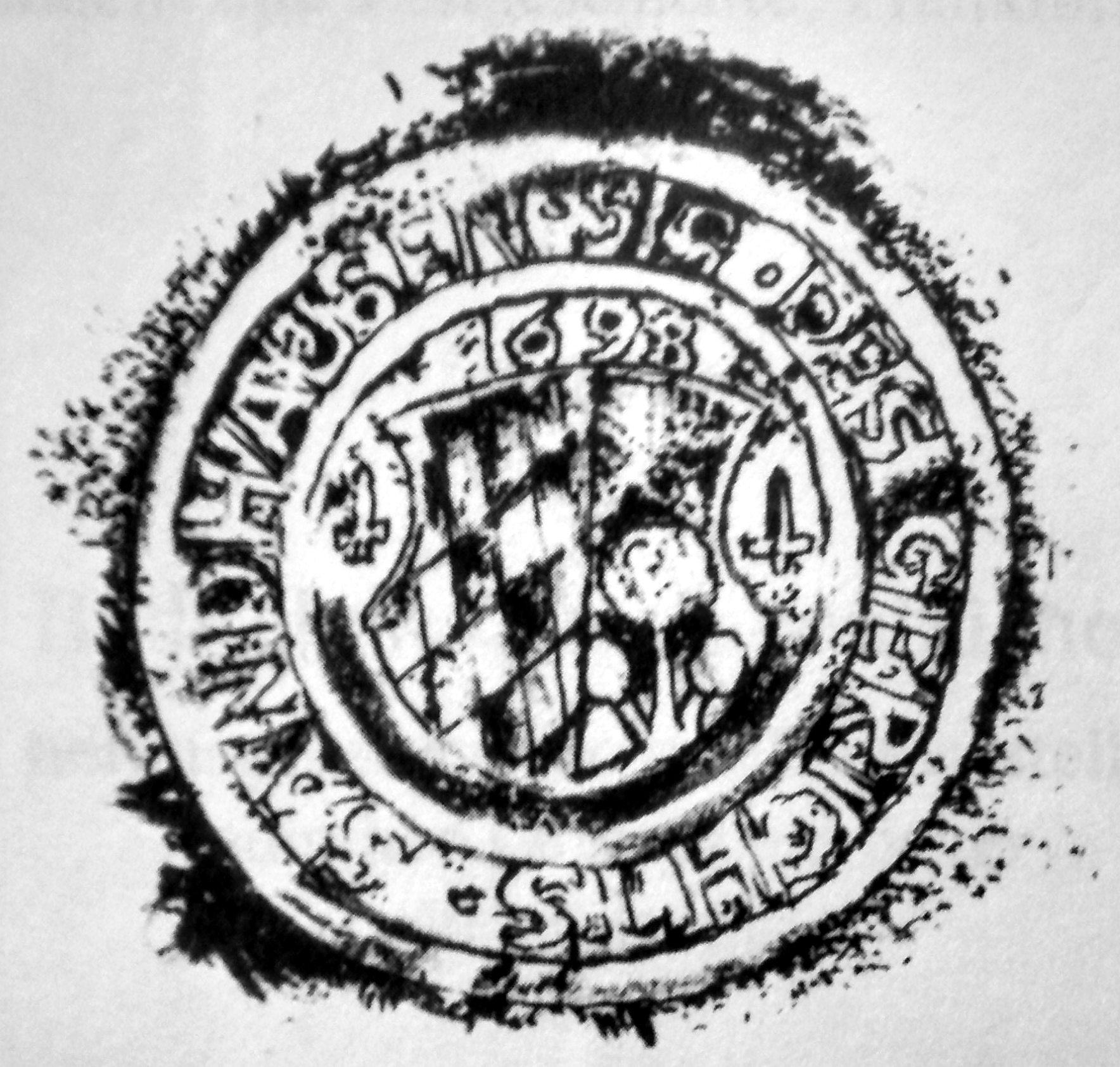
Gerichtssiegel aus dem Jahr 1698
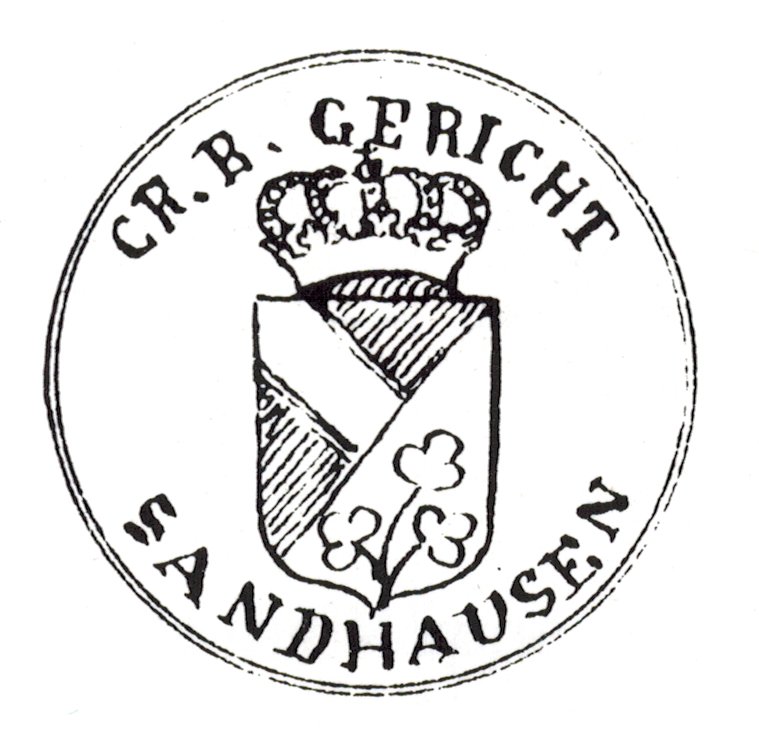
Gerichtssiegel um 1818

### Partnerschaften
Die Gemeinde Sandhausen unterhält seit 1980 eine Städtepartnerschaft zu Lège-Cap-Ferret an der französischen Atlantik-Küste sowie seit 2000 eine freundschaftliche Beziehung zu Königswartha in der Oberlausitz in Sachsen.

### Nachbarschaftsverband
Sandhausen gehört zum Nachbarschaftsverband Heidelberg-Mannheim, dessen Aufgabe es ist, den regionalen Flächennutzungsplan zu erstellen.

## Bauwerke

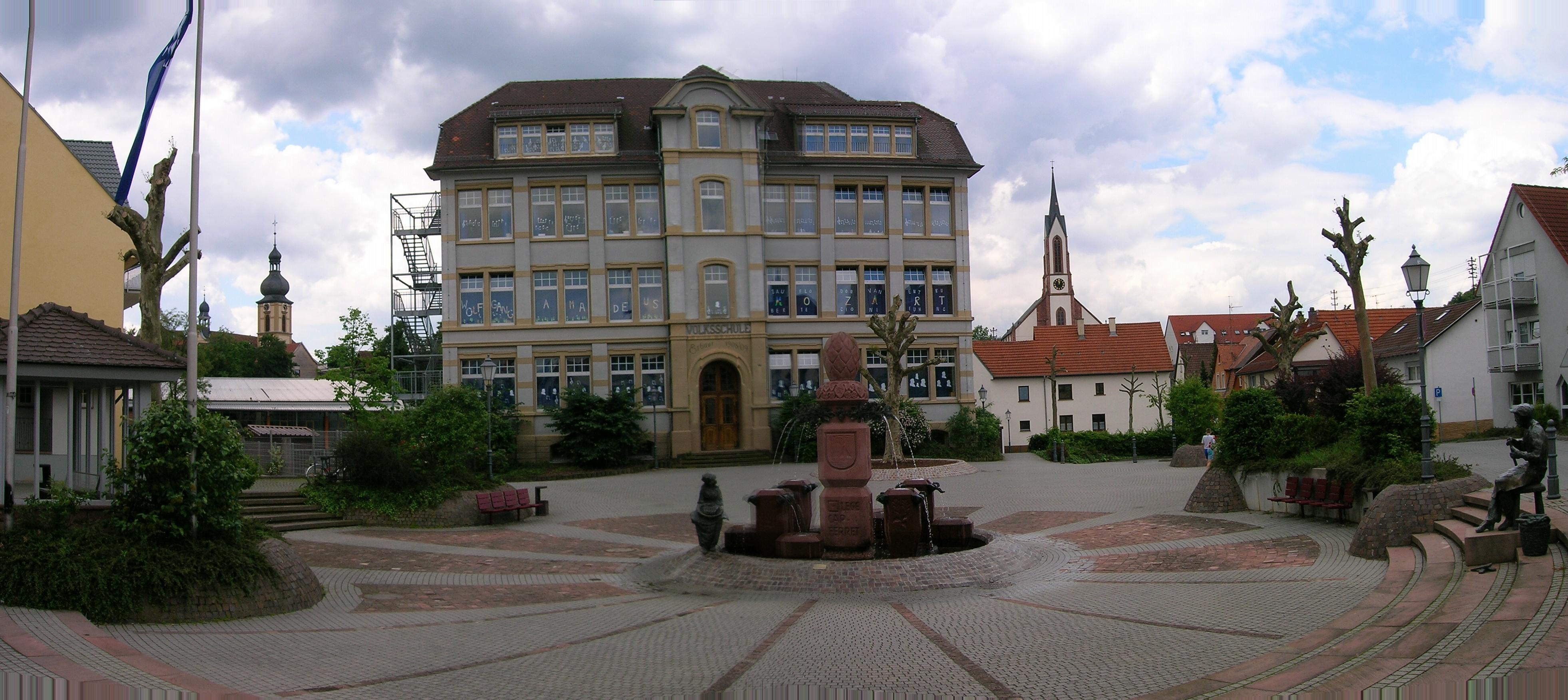
Ortskern von Sandhausen. Zu sehen ist der Lège-Cap-Ferret-Platz, die Grundschule (Mitte), die evangelische Kirche (rechts) und die katholische Kirche (links).

Im Ortskern befindet sich der Lège-Cap-Ferret-Platz mit der 1909 im Jugendstil errichteten Theodor-Heuss-Schule. Das alte Rathaus von 1742 beherbergt ein Heimatmuseum.
Im Jahre 1757 wurde eine Kirche für die Reformierten errichtet. Nachdem sie zu klein geworden war, wurde sie an die Jüdische Gemeinde verkauft und als Synagoge genutzt. Nach 1875 verlor die Jüdische Gemeinde durch Abwanderung in die Städte viele Mitglieder, sodass die Synagoge als Abstellraum genutzt wurde. 1938 kaufte die Gemeinde Sandhausen das Gebäude, wodurch die ehemalige Synagoge der Zerstörung durch die NS-Machthaber entgang. Das Gebäude wird heute als „Alte Kirche/Synagoge“ für kulturelle Veranstaltungen genutzt. Ein Gedenkstein aus dem Jahre 1961 am Haus Hauptstraße 115 erinnert an diese Geschichte.
Die evangelische Christuskirche wurde auf der zweithöchsten Erhebung in Sandhausen erbaut und 1866 geweiht.
Das Langhaus der katholischen St.-Bartholomäus-Kirche stammt von 1767. Das Querschiff und der Glockenturm wurden bei der Erweiterung 1896 erbaut. Die Dreifaltigkeitskirche, die katholische Hauptkirche, wurde 1968 in modernem Stil errichtet.

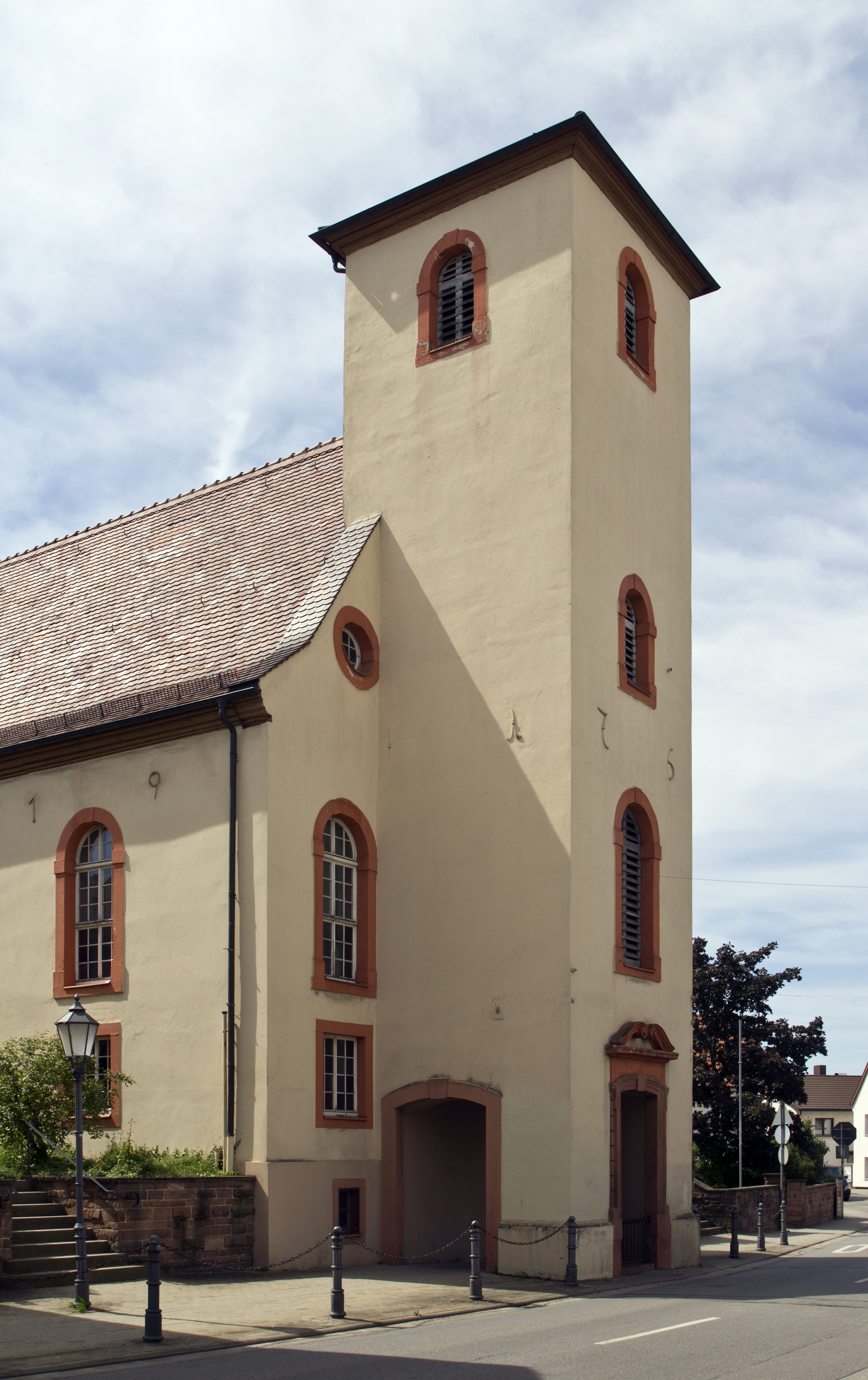
Alte Synagoge
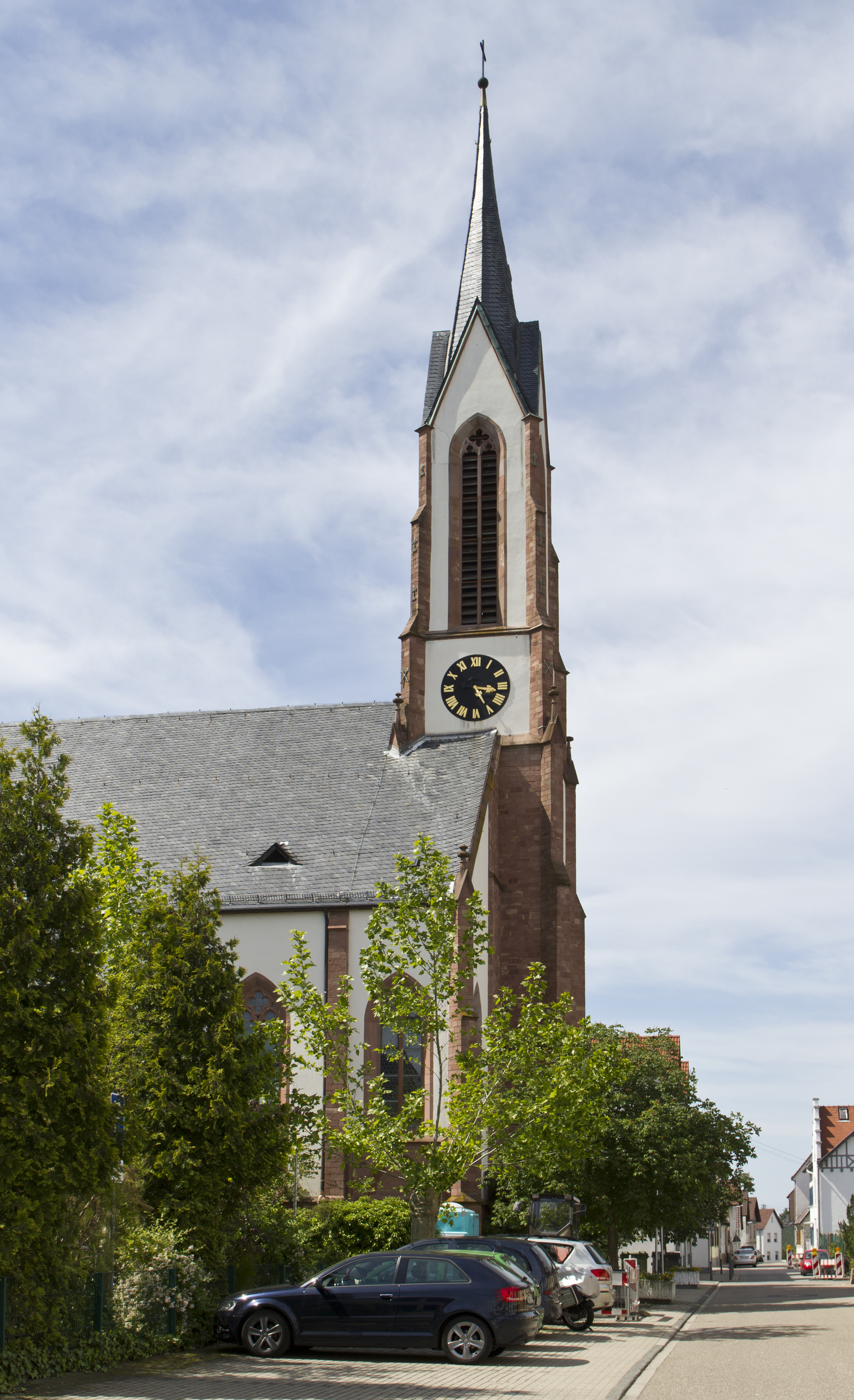
Evangelische Christuskirche
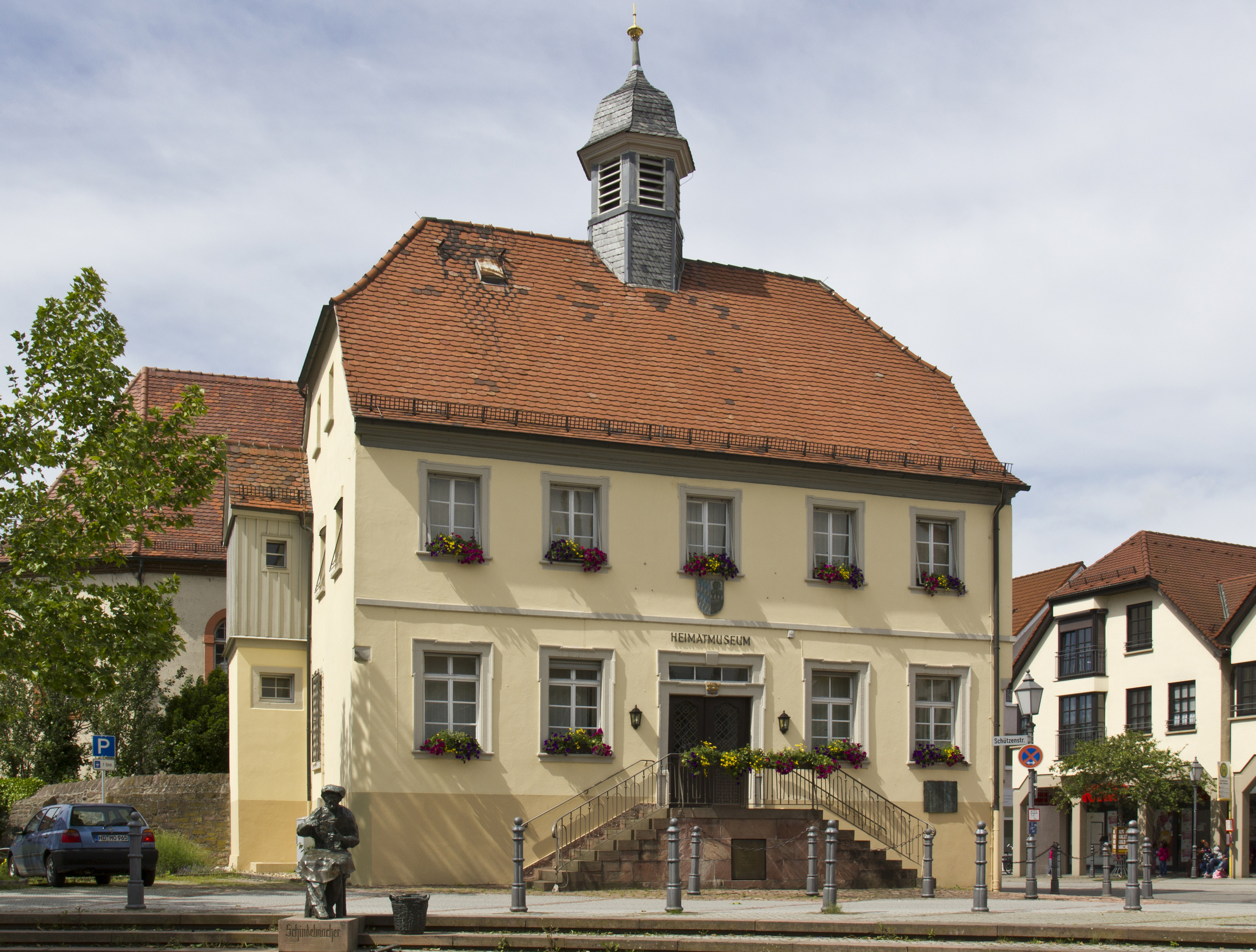
Altes Rathaus
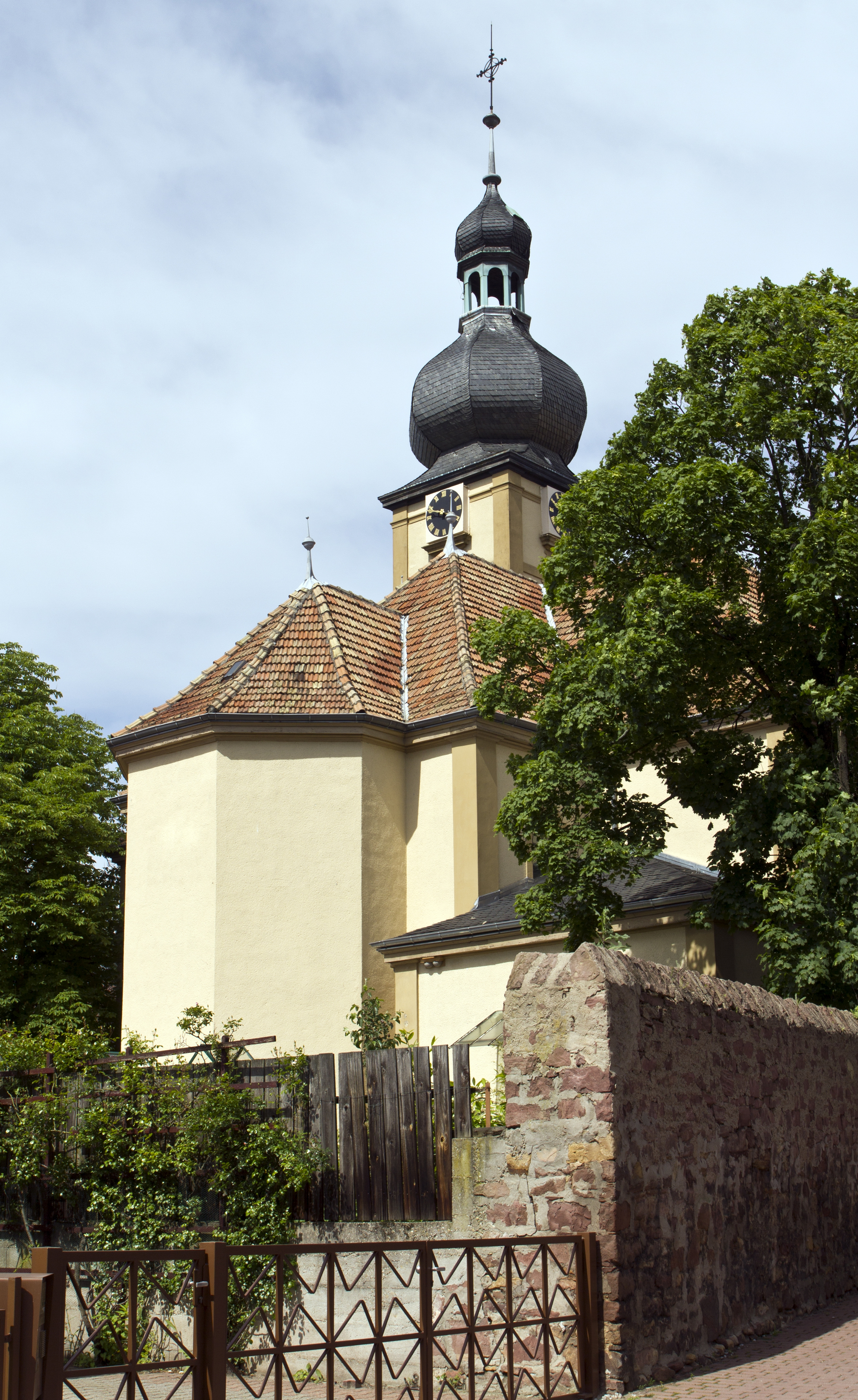
St.-Bartholomäus-Kirche
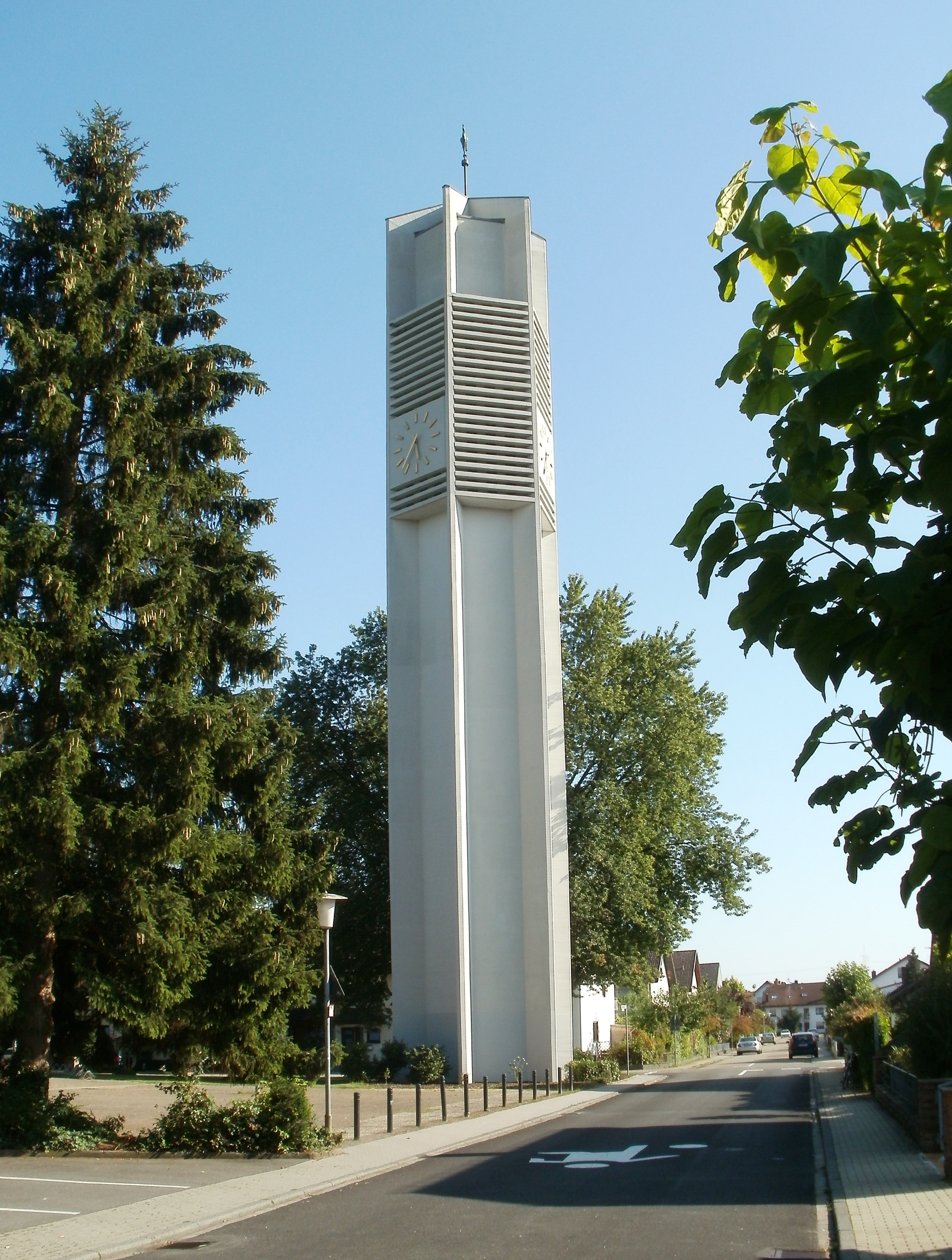
Dreifaltigkeitskirche, frei stehender Turm

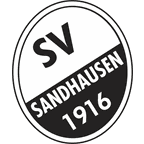
SV Sandhausen 1916

## Sport
- Fußballverein SV Sandhausen, von der Saison 2012/13[16] bis zur Saison 2022/23 in der 2. Bundesliga,[17] seit der Saison 2023/24 in der 3. Liga.[18]
- Basketballverein TG 1889 Sandhausen, spielte von 2001 bis 2014 in der 2. Damen-Bundesliga, seitdem in der Regionalliga.[19]
- SV Rot-Weiß Sandhausen, vierfacher Weltpokalsieger und fünffacher Deutscher Meister im Kegeln.[20]

## Wirtschaft und Infrastruktur

### Wirtschaft

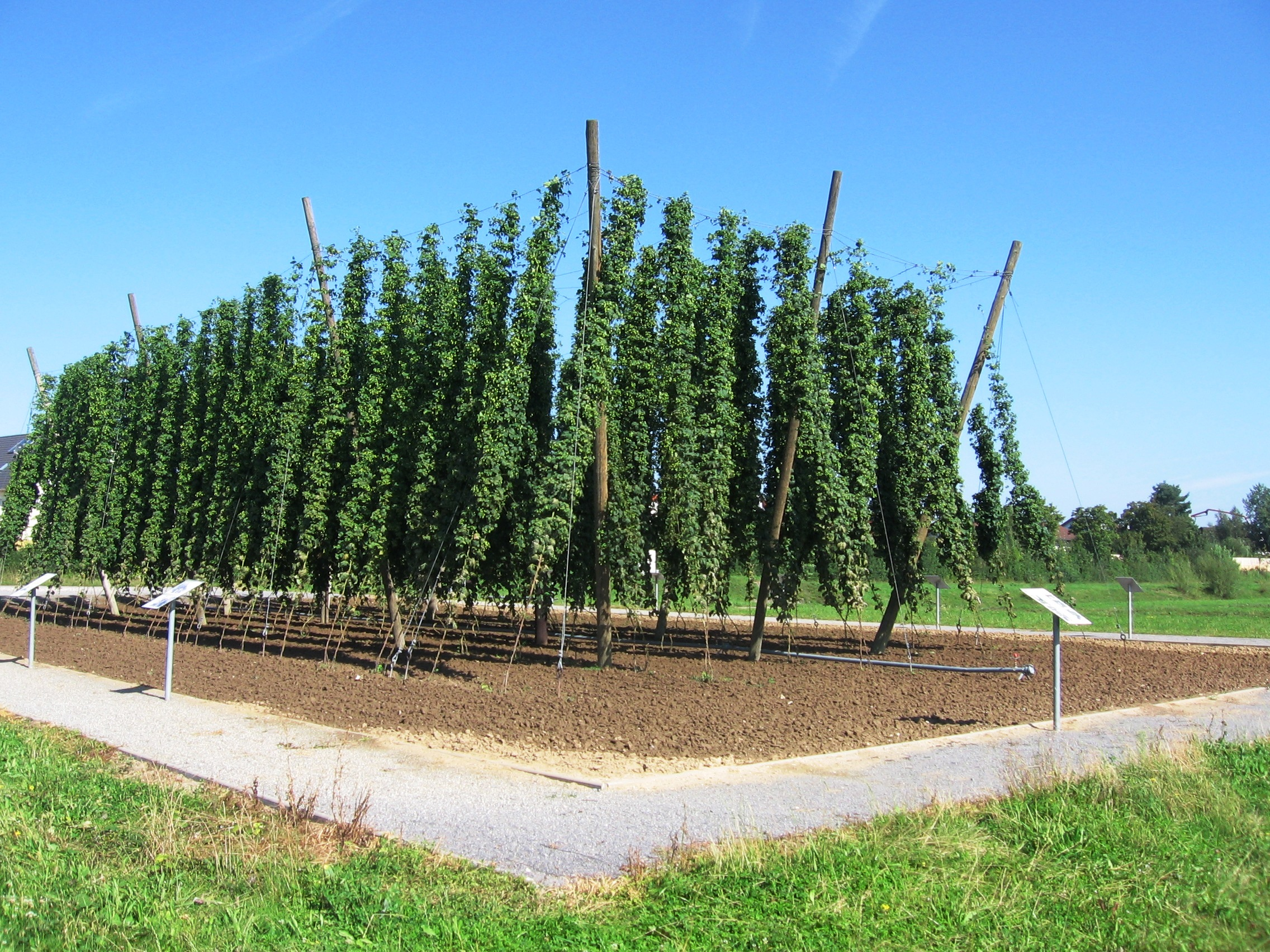
Hopfenlehrpfad südöstlich von Sandhausen

Früher war Sandhausen eine bekannte Hopfengemeinde. Heute existiert nur noch eine Demonstrationsanlage, aus deren Hopfen jedes Jahr zusammen mit der Welde-Brauerei Plankstadt das Sandhäuser Spezialbier gebraut wird. Ebenso ist vom einst bedeutenden tabakproduzierenden und -verarbeitenden Gewerbe nur der Tabakanbau rund um den dörflichen Ortsteil Bruchhausen geblieben.
Fast 89 Prozent der berufstätigen Einwohner Sandhausens arbeiten heute außerhalb der Gemeinde und pendeln täglich an ihren Arbeitsplatz.

#### Zigarrenfabrikation

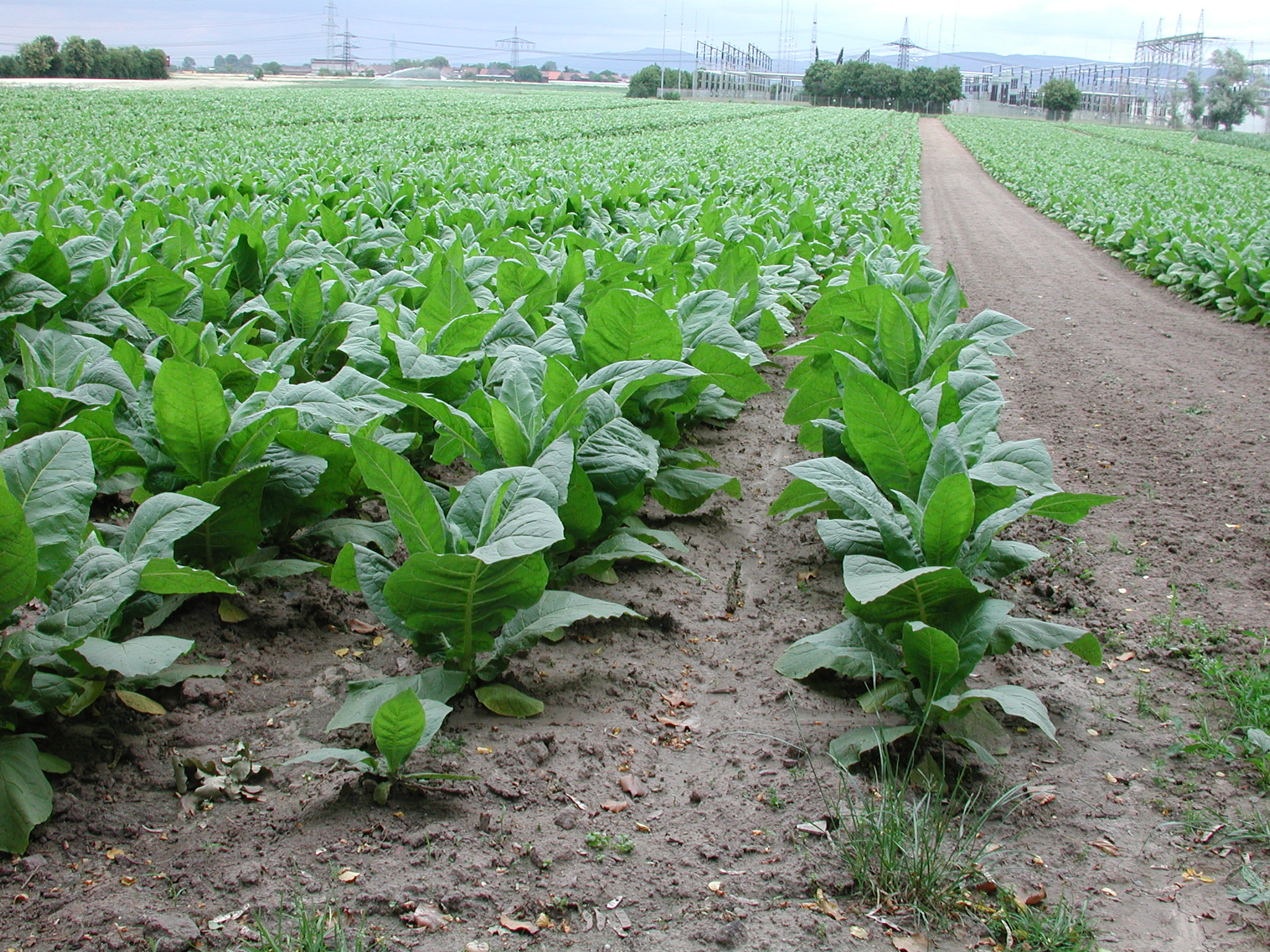
Tabakfeld bei Sandhausen (Aufn. 2004)

Der Erste, der in Sandhausen mit der Produktion mit Zigarren begann, war Karl Ludwig Willnauer. Er war 1852 in die Gegend von Basel in der Schweiz gereist, um dieses Handwerk zu erlernen. Nach seiner Lehrzeit kehrte er zurück und eröffnete im Eckhaus Goethestraß und Seegasse die erste Zigarrenmanufaktur des Ortes. In der Folge entstanden in Sandhausen gut 30 Fabriken unterschiedlicher Größe. Von Bedeutung waren vor allem deren zwei:
- Die „grouß Fawwarik“ Ecke Seegasse und Hauptstraße, ebenfalls 1852 als Zweigwerk der von Emil Mayer begründeten Gebrüder Mayer in Mannheim eingerichtet. An dieser Stelle entstand später der Citybau.
- Bruns bey Rhein, ursprünglich aus Celle stammend, später in Eisenach ansässig, hatte 1936 die Gebrüder Mayer übernommen. Nachdem das Hauptwerk im Zweiten Weltkrieg zerstört und das Werk Eisenach nun in der Sowjetischen Besatzungszone lag, entstanden 1950 in der Büchertstraße eine neue Sortieranlage und zugleich die zentrale Verwaltung. Nach der Schließung wurde das Werk abgerissen und nachfolgend mit Wohnhäusern bebaut.

Im Jahre 1976 schloss mit der Firma Kölle die letzte Zigarrenfabrik in Sandhausen.

### Verkehr

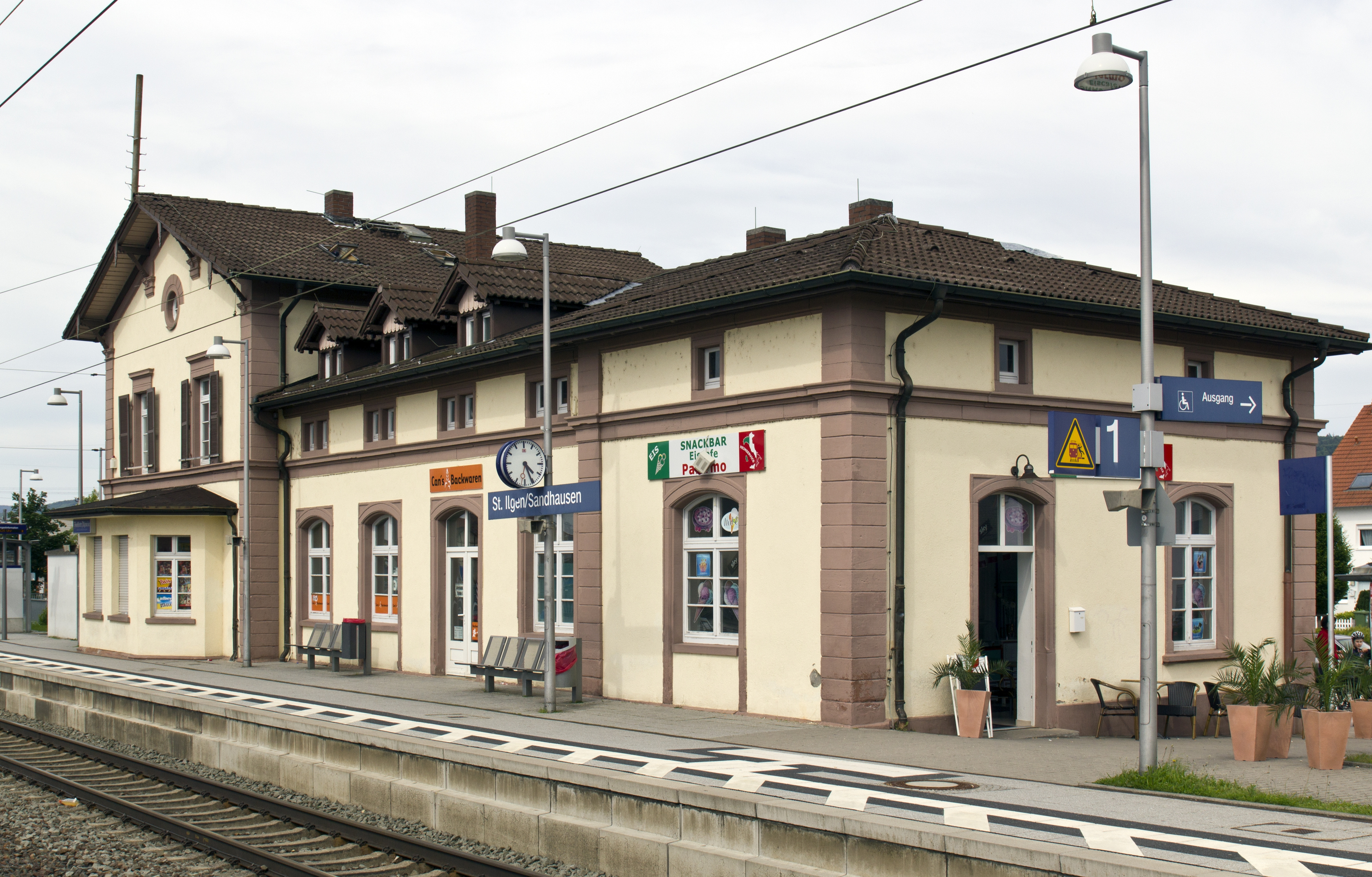
Bahnhof St. Ilgen/Sandhausen

Westlich von Sandhausen verläuft die Bundesautobahn 5, östlich die Bundesstraße 3. In St. Ilgen befindet sich der Bahnhof St. Ilgen/Sandhausen, ein Haltepunkt der S-Bahn RheinNeckar. Buslinien verkehren nach Heidelberg, Leimen und Walldorf. Sandhausen gehört zum Tarifgebiet des Verkehrsverbunds Rhein-Neckar und wird von der BRN (Busverkehr Rhein Neckar) und der SWEG angefahren.

### Schulen
Sandhausen bietet die 1909 erbaute heutige Theodor-Heuss-Grundschule, das 1972 erbaute Friedrich-Ebert-Schulzentrum mit Gymnasium und Werkrealschule, die Pestalozzi-Schule (Sonderpädagogisches Bildungs- und Beratungszentrum mit Förderschwerpunkt Lernen) sowie die Musikschule „Südliche Bergstraße“ und die Volkshochschule.
Im Mai 2017 kam das Friedrich-Ebert-Gymnasium bundesweit in die Schlagzeilen, da es beim Englisch-Abitur zu einer Panne kam: 67 Schülern wurden die falschen Aufgaben ausgegeben. Der Fehler fiel erst nach Bearbeitung der Aufgaben durch die Abiturienten auf.

### Medien
Die regionale Tageszeitung ist die Heidelberger Rhein-Neckar-Zeitung. Das Amtsblatt der Gemeinde Sandhausen erscheint wöchentlich und wird vom Verlag Nussbaum Medien herausgegeben. Außerdem gibt es lokale Berichte in der Badischen Anzeigen Zeitung (BAZ), im Wochen-Kurier sowie auf der Homepage der Gemeinde Sandhausen unter sandhausen.de sowie sandhausen-lokal.de.

## Persönlichkeiten
- Markus Friedrich Wendelin (1584–1652), Theologe und Philosoph
- Hans-Jost Herchheimer (1700–1775), Friedensrichter und wohlhabender Händler in Nordamerika.
- Augustin Brettle (1851–1925), Domkapitular, päpstlicher Prälat und Referent für Kirchenmusik in der Leitung des Erzbistums Freiburg/Breisgau
- Ludwig Marx (1891–1964), Lehrer und Dichter
- Edmund Kaufmann (1893–1953), Politiker (CDU bzw. FDP, Staatssekretär in Baden-Württemberg)
- Rudolf Lehr (1924–1999), Journalist und Mundartforscher und -dichter
- Dieter B. Kabus (1941–1993), Theologe und Schriftsteller, war Pfarrer in Sandhausen
- Erich Kraft (* 1950), Maler und Grafiker
- Alexander Popp (* 1976), Tennisspieler
- Kevin Hambrecht (* 1986), 2 × Deutscher Meister American Football 2017 & 2018
- Mike Sommerfeld (*1994), Profi Bodybuilder, 1. Platz Arnold Classic 2025 - Klasse Classic Physique, 2. Platz Mr. Olympia 2024 - Klasse Classic Physique

Der amerikanische „Bauerngeneral“ Nicholas Herkimer (Nikolaus Herchheimer) ist der Sohn des um 1720 ausgewanderten Bürgers Hans-Jost Herchheimer.
In Sandhausen vollendete der deutsch-russische Komponist Georg von Albrecht (1891–1976) zahlreiche Werke; unter anderem ein Streichtrio, seine vierte Klaviersonate und große geistliche Kompositionen: Requiem (opus 84), Te Deum (opus 85) und der Sonnengesang des Hl. Franziskus (opus 86).